# Jimmy Crack Corn (Eminem-Lied)
Jimmy Crack Corn ist ein Lied des US-amerikanischen Rappers Eminem, das er zusammen mit dem Rapper 50 Cent aufnahm. Der Song ist die zweite Singleauskopplung aus dem Kompilationsalbum Eminem Presents: The Re-Up von Eminems Label Shady Records. Neben der auf dem Album enthaltenen Version wurde als Single, die am 26. Februar 2007 erschien, auch ein Vocal Remix veröffentlicht, auf dem statt 50 Cent der Rapper Cashis vertreten ist.

## Inhalt
Der Titel und Teile des Refrains des Songs sind an das amerikanische Lied Jim Crack Corn von 1846 angelehnt, das aus einer Minstrel Show stammt. Gleichzeitig ist Jimmy eine Reverenz an den Entdecker von Eminem und Vorsitzenden von Interscope Records, Jimmy Iovine.
Im Lied selbst rappen Eminem und 50 Cent auf teils ironische Weise über ihren Status als Superstars und dass es ihnen egal sei, was andere über sie denken. Die erste Strophe handelt von Eminems „Scheißegal“-Haltung gegenüber seinen Feinden. Er bezeichnet sich selbst als Psychopath, der die Karriere anderer Rapper beenden könne. Im Refrain rappt er unter anderem über den immer größer werdenden Erfolg, der mit immer mehr Auszeichnungen einhergeht. Im zweiten Vers vergleicht Eminem verfeindete Rapper mit Hundekot auf der Straße und sagt, dass er nicht auf ihre Drohungen und Disstracks eingehen werde, da er viel größer sei als sie. So seien selbst seine und 50 Cents Kleidungsmarken erfolgreicher. Zudem spielt Eminem auf seine vermeintliche Affäre mit der Sängerin Mariah Carey an, die diese stets abstritt. Im letzten Vers richtet sich 50 Cent ebenfalls an seine Feinde und warnt sie, dass er es ernst meine und auch vor körperlicher Gewalt nicht zurückschrecke. Außerdem sei er ein Player und habe mit der Frau seines Rivalen eine Affäre.
| Liedteil   | Künstler         |
| 1. Strophe | Eminem           |
| Refrain    | Eminem           |
| 2. Strophe | Eminem           |
| 3. Strophe | 50 Cent / Cashis |

Auch Cashis rappt davon, wie er seine Widersacher ausraubt und vernichtet. Eminem habe ihn groß gemacht und er habe sein altes Leben hinter sich gelassen.

## Produktion
Das Instrumental des Lieds wurde von Eminem in Zusammenarbeit mit dem Musikproduzent Luis Resto produziert.

## Single
Jimmy Crack Corn wurde als Promo-CD-Single in der Version mit 50 Cent veröffentlicht. Zudem erschien auch eine Version auf Schallplatte, auf der statt 50 Cent der Rapper Cashis zu hören ist. Das Lied erreichte Platz 1 der Bubbling Under Hot 100 Charts in den Vereinigten Staaten, verpasste also die dortigen Top 100 knapp.

## Rezeption
Bei der Rezension des Samplers Eminem Presents: The Re-Up durch Dani Fromm auf der Internetseite laut.de wurde Jimmy Crack Corn als „Aufguss“ von Eminems Hit Without Me aus dem Jahr 2002 bezeichnet. Matthias Reichel von cdstarts.de meint, das Lied würde „herrlich entspannte Rhymes von 50 und Em präsentieren“.